# Wars and Warriors: Joan of Arc
Wars and Warriors: Joan of Arc là trò chơi máy tính thuộc thể loại hành động chặt chém kết hợp chiến lược thời gian thực lấy bối cảnh lịch sử Pháp trong cuộc chiến tranh Trăm Năm do hãng Enlight đồng phát triển và phát hành vào năm 2004.

## Cốt truyện
Cốt truyện chủ yếu xoay quanh cuộc đời cùng chiến tích oanh liệt không kém phần bi thảm của nữ anh hùng Jeanne d'Arc, một vị nữ thánh của Pháp trong cuộc chiến trăm năm giữa Pháp và Anh, người bị đưa ra xét sử và hỏa thiêu vì tội dị giáo nhưng cuối cùng lại được phong thánh bởi Giáo hoàng. Game bắt đầu vào năm 1429 khi quân đội của nước Pháp đang bị thất thủ trong cuộc chiến chống lại quân Anh xâm lược, trong lúc đất nước đang đến hồi lâm nguy nhất, bỗng trong thành người ta bắt đầu đồn nhau về một cô gái có tên là Jeanne d'Arc. Cô tự xưng mình là sứ giả của chúa cử đến để giúp nước Pháp giành chiến thắng. Được triều đình phong tướng và giao quyền chỉ huy quân đội, Jeanne d'Arc tự nguyện dấn thân vào cuộc chiến chống lại quân Anh xâm lược, suốt một thời gian dài rong đuổi cùng các vị tướng lĩnh và quân sĩ cùng dân chúng, trải qua hàng loạt trận chiến ác liệt, cuối cùng Jeanne d'Arc cũng được toại nguyện phần nào vì sau khi cô mất, nước Pháp đã được thống nhất hoàn toàn dưới sự trị vì của vị vua trẻ Charles VII và bước vào thời đại mới.

## Cách chơi
Tuy là một game hành động thuộc thể loại chặt chém nhưng nhà sản xuất đã rất tinh ý bỏ vào trong game một tính năng rất mới lạ nhằm tạo một cách nhìn mới về thể loại hành động, đó là tính năng chuyển đổi góc nhìn, từ góc nhìn thứ ba đơn thuần sang góc nhìn bao quát của thể loại chiến thuật giúp người chơi có thể dễ dàng điều khiển quân đội của mình. Nhưng chính cái đổi mới này lại là nhược điểm của trò chơi, bởi khi nhìn ở góc độ này, đáng ra game thủ có thể tự do di chuyển tầm nhìn quanh bản đồ nhưng ngược lại tầm nhìn của người chơi lại phải bám sát theo từng bước di chuyển của nhân vật chính gây khó chịu khi quan sát khiến góc nhìn này không phát huy được hết công dụng của nó.
Ngoài ra game còn cung cấp cho người chơi hệ thống thăng cấp và hòm đồ, một điểm khá giống với các game thuộc dòng nhập vai. Hệ thống thăng cấp có vai trò khá quan trọng trong game, khi thăng cấp game cung cấp cho người chơi hai loại điểm, một loại dùng để nâng cấp sức mạnh hay phòng thủ…. Loại còn lại dùng để học các chiêu thức mới và với những điểm cộng quý giá này người chơi nên cân nhắc kĩ trước khi cộng, bởi chúng đóng góp một phần rất quan trọng trong lối chơi và sự chiến thắng của nhân vật.
Kế đến phải kể tới sự đa dạng về chiêu thức của trò chơi, người chơi có thể tha hồ lựa chọn một tuyệt chiêu bất kì trong cả một rừng kĩ năng, và mỗi kĩ năng lại có những cách thể hiện và hình ảnh khác nhau. Nhưng vấn đề không phải là người chơi chỉ cần chọn là có thể dùng ngay được chúng bởi mỗi một kĩ năng lại có một cách thực hiện khác nhau VD: một kĩ năng là AAABB trong đó A là chuột trái (đòn đánh nhẹ) và B là chuột phải (đòn đánh mạnh), như vậy người chơi sẽ ấn kết hợp 2 nút chuột này sao cho chính xác nhất thì mới mong thực hiện được chiêu thức đã định. Đây cũng được cho là một điểm cực kì hấp dẫn trong lối chơi của game, mang đến cho trò chơi một hương vị mới, một cách chơi mới.

## Hình âm
Hình ảnh trong game thuộc vào loại khá, người chơi có thể tự do điều chỉnh những chế độ hình ảnh như tắt "Cỏ", giảm tầm nhìn của nhân vật sao cho phù hợp nhất với cỗ máy của từng người. Các nhân vật nhìn chung là rất chau chuốt nhưng cử động vẫn còn cứng và hơi thô, khuôn mặt của từng nhân vật chưa biểu thị được hồn và cá tính của nhân vật đó.
Âm thanh của game được đánh giá khá cao về mặt va chạm của vũ khí, thí dụ như người chơi chém vào hai tên địch, một tên mặc giáp, tên còn lại không mặc khiến người chơi sẽ nghe thấy hai âm thanh khác nhau giúp người chơi dễ dàng phân biệt được sức mạnh của địch thủ khi giao đấu bởi với những đối thủ càng mạng thì tiếng va chạm nghe càng nặng và to hơn. Trái ngược với phần âm thanh thú vị trên là phần nhạc nền của trò chơi, JOA lại là một game không làm tốt nhiệm vụ này. Những bản nhạc nền trong game khá ít và người chơi sẽ phải nghe đi nghe lại từ đầu cho đến cuối game. Nhưng bù lại vào những lúc căng thẳng những bản nhạc này sẽ thay đổi, dồn dập hơn quyết liệt hơn trái với lúc chưa chiến đấu nhẹ nhàng bay bổng.

## Đánh giá
Phản ứng với game chỉ đạt loại trung bình. GameSpot chấm điểm đạt 6.2 trên 10. PC Gamer cho 49% và nói rằng nó "xứng đáng với số phận giống như cái tên trùng lặp đó". Một số lời nhận xét tỏ vẻ khoan dung hơn: Vido Game City đã cho 7.5 điểm và ca ngợi "sự pha trộn độc đáo giữa hai thể loại mà chắc chắn rất cần thiết để tiêm vào cuộc sống một thời gian, và trò chơi này đã thành công trong việc làm như vậy".